# Natrosilite
La natrosilite è un minerale.